# Thomas Simpson Sproule
Pour les articles homonymes, voir Sproule.
Thomas Simpson Sproule, né le 25 octobre 1843 et mort le 10 novembre 1917, est un médecin et homme politique fédéral canadien de l'Ontario. Il exerce la fonction de président de la Chambre des communes du Canada de 1911 à 1915.

## Biographie
Né dans le canton de King (en) dans le Canada-Ouest, de parents immigrants du comté de Tyrone en Irlande du Nord, il grandit dans le comté de Grey,. Après des études à l'Université du Michigan et à l'Université Victoria de Cobourg, il laisse ses études pendant deux ans pour se consacrer à des activités commerciales avant de reprendre sa formation à l'Université Victoria jusqu'à l'obtention d'un diplôme en médecine en 1868.
Après l'obtention de ce diplôme, il pratique la médecine à Craighurst en Ontario, avant de s'établir à Galesburg. Revenant dans le comté de Grey à Markdale (en), il ouvre une pharmacie en plus de pratiquer la médecine.
Profitant de la retraite du député conservateur William Kingston Flesher (en) de Grey-Est, il le remplace en 1878. Il sera réélu en 1882, 1887, 1891, 1896, 1900, 1904, 1908 et en 1911. 
De personnalité protestante et unioniste, il est membre de l'Ordre d'Orange qui est reconnu comme anti-francophone et anti-catholique. Ceci explique son opposition lors de la question des écoles du Manitoba.

## Président de la Chambre des communes
Après la défaite du gouvernement de Wilfrid Laurier et l'arrivée de Robert Borden, il est nommé président de la Chambre des communes en 1911. En dépit de son opposition passé à la cause du français, il prend des leçons pour apprendre la langue et diriger la chambre dans les deux langues. Alors que surgit une tentative d'obstruction parlementaire sur la question du projet de loi sur la marine, Sproule perd patience et devient le premier président à sanctionner un député pour avoir semer le désordre en chambre.

## Fin de vie
Forcé de se retirer de la présidence en raison de la maladie, il est nommé au Sénat du Canada en 1915. Il y siège jusqu'à son décès en 1917.
Durant sa carrière parlementaire, il est un fervent prohibitionniste.
T. S. Sproule est également apparenté au joueur de hockey sur glace professionnel et propriétaire des Toronto St. Patricks, Harvey Sproule.